# Semih Türkdoğan
Ahmet Semih Türkdoğan (ur. w 1912 w Konstantynopolu, zm. 16 maja 1994) – turecki lekkoatleta, olimpijczyk. Zawodnik klubu Galatasaray SK.
Uczestnik igrzysk olimpijskich w Amsterdamie (1928). W biegu na 100 metrów odpadł w eliminacjach. Sztafeta 4 × 100 metrów w składzie: Haydar Aşan, Mehmet Ali Aybar, Şinasi Şahingiray i Semih Türkdoğan, również odpadła w eliminacjach.
Türkdoğan był rekordzistą Turcji. W biegu na 100 metrów dzierżył ten tytuł czterokrotnie (w latach 1928, 1929, 1932, 1935, za każdym razem w Stambule), na 200 metrów jeden raz (w 1931 w Moskwie) zaś w sztafecie 4 × 100 metrów osiągał pięciokrotnie rekord kraju (dwukrotnie w 1927 roku, oraz w 1928, 1930 i 1931).
Rekordy życiowe: 100 m – 10,6 s (Stambuł 1935).